# Пад (филм из 2022)
Пад (енгл. Fall) амерички је трилер из 2022. године, у режији Скота Мана, по сценарију који је написао с Џонатаном Френком. Главне улоге глуме: Грејс Керолајн Кари, Вирџинија Гарднер, Мејсон Гудинг и Џефри Дин Морган. Приказан је 12. августа 2022. године у САД, односно 15. септембра у Србији. Добио је позитивне критике.

## Радња
За најбоље другарице Беки и Хантер, живот се своди на савладавање страхова и померање граница. Али након што се попну 2000 стопа до врха удаљеног, напуштеног радио-торња, остају насукане без икакве могућности повратка на земљу. Сада ће њихове стручне вештине пењања бити стављене на крајњи тест док се очајнички боре да преживе недостатак залиха и висине које изазивају вртоглавицу у овом адреналинском трилеру.

## Улоге
| Глумац              | Улога        |
| ------------------- | ------------ |
| Грејс Керолајн Кари | Беки         |
| Вирџинија Гарднер   | Шајло Хантер |
| Мејсон Гудинг       | Ден          |
| Џефри Дин Морган    | Џејмс        |
| Дарел Денис         | Ренди        |